# Великолепният век: Кьосем
Великолепният век: Кьосем (на турски: Muhteşem Yüzyıl: Kösem) е турски исторически сериал, излязъл на телевизионния екран през 2015 г.

## Сюжет

### Сезон 1
Султан Ахмед, който неочаквано се възкачва на османския трон след внезапната смърт на баща си, се заклева, че няма да убие по-малкия си брат Мустафа. Междувременно Александра (Анастасия), която е доведена в двореца по заповед на баба му Сафие Султан, е дарена на Ахмед като робиня. Въпреки че първоначално Анастасия иска да се върне в дома и семейството си, тя се влюбва в младия султан и приема името Кьосем. Кьосем увеличава господството си в двореца, като ражда трима принца и една принцеса и побеждава всичките си врагове. Тя става главна придружителка на Ахмед, или Хасеки султан, и по този начин слага край на управлението на Валиде Султан в османския харем. Години по-късно, когато Ахмед умира, черните дни започват за Кьосем Султан. Със системата на старшинството, наложена след смъртта на Ахмед, по-малкият му брат шехзаде Мустафа се възкачва на трона като Мустафа I, но тъй като психичното му здраве се влошава, той е детрониран и заменен от доведения син на Кьосем Султан – Осман. След като султан Осман II става предпазлив заради нарастващата мощ на своята мащеха Кьосем, той я прогонва в стария дворец и се опитва да създаде нова армия на мястото на еничарската армия. В крайна сметка е свален от еничарите и жестоко убит в подземията Йедикуле, а чичо му Мустафа се възкачва на трона за втори път. По-късно той е детрониран от Кьосем Султан и нейният син шехзаде Мурад става новият султан.

### Сезон 2
Кьосем е всемогъщата Валиде Султан и регент на сина си Султан Мурад IV от близо десетилетие, когато военните вълнения карат последния да я лиши от нейния авторитет и води до сблъсък между двамата. С контрола на държавата изцяло в ръцете си, Мурад залага плановете си за възстановяване на империята във времената на просперитет и завоевание и проверява корупцията в движение. В същото време унгарската принцеса Фария Бетлен търси убежище в османския двор и моменталното привличане между нея и султана предизвиква реакции от страна на Кьосем и съпругата на Мурад – Айше Султан. Напряга се и връзката на Мурад със сестра му Гевхерхан след екзекуцията на съпруга й, както и в нейната с майка им, когато тя в крайна сметка залага на любовта вместо на силови игри. Техният полубрат и престолонаследник Баязид, макар и лоялен към султана, също е въвлечен в конфликт поради амбициите на майка си Гюлбахар, която отдавна е враг на Кьосем; през цялото време програмите на другите принцове и тези на европейските сили остават неизвестни и антиосманските настроения и планове изплуват отново на Запад.
Вторият сезон също въвежда управлението на султан Ибрахим, сблъсъка между Кьосем и нейната снаха Турхан за позицията на Валиде Султан, завършвайки поредицата с убийството на Кьосем по заповед на Турхан, която става регент на малолетния си син – Мехмед IV.

## Излъчване
| Сезон | Сезон | Епизоди | Начало на сезона | Край на сезона | Всички епизоди | ТВ сезон    | ТВ канал | Дата и час            |
| ----- | ----- | ------- | ---------------- | -------------- | -------------- | ----------- | -------- | --------------------- |
|       | 1     | 30      | 12 ноември 2015  | 9 юни 2016     | 1 – 30         | 2015 – 2016 | Star TV  | четвъртък (20:00)     |
|       | 2     | 30      | 18 ноември 2016  | 27 юни 2017    | 31 – 60        | 2016 – 2017 | FOX      | петък/вторник (20:00) |

## Излъчване в България
| Сезон | Сезон | Епизоди | Начало на сезона | Край на сезона   | Всички епизоди | ТВ сезон       | ТВ канал | Дата и час                 |
| ----- | ----- | ------- | ---------------- | ---------------- | -------------- | -------------- | -------- | -------------------------- |
|       | 1     | 62      | 27 юни 2017 г.   | 20 април 2018 г. | 1 – 62         | 2017 – 2018 г. | bTV      | всеки делничен ден (20:00) |
|       | 2     | 69      | 23 април 2018 г. | 27 юли 2018 г.   | 63 – 131       | 2018 г.        | bTV      | всеки делничен ден (20:00) |

## Актьорски състав

### Първи сезон
- Берен Саат/Анастасия Цилимпиу – Махпейкер Кьосем Султан/Нася „Махпейкер“
- Хюлия Авшар – Сафийе Султан
- Екин Коч – Султан Ахмед I
- Мете Хорозоолу – Зюлфикяр Паша
- Тюлин Йозен – Хандан Султан
- Аслъхан Гюрбюз – Халиме Султан
- Вилдан Атасевер – Хюмашах Султан
- Гюлджан Арслан – Фахрийе Султан
- Танер Йолмез – Шехзаде Осман/Султан Осман II
- Боран Кузум/Алихан Тюркдемир – Шехзаде Мустафа/Султан Мустафа I
- Йойкю Карайел/Мелиса Илайда Йозджаник – Дилруба Султан
- Мехмет Куртулуш – Дервиш Мехмед Паша
- Берк Джанкат – Шехзаде Яхйа/Искендер
- Кадир Доулу – Мехмед Гирай
- Еркан Колчак Кьостендил – Шахин Гирай
- Мустафа Юстюндаа – Кара Давут Паша
- Джихан Юнал – Куйуджу Мурад Паша
- Шенер Саваш – Халил Паша
- Толга Тунджер – Насух Паша
- Бурак Дакак – Шехзаде Мехмед
- Чаан Ефе Ак – Шехзаде Мурад
- Берк Памир – Шехзаде Баязид
- Еймен Каан – Шехзаде Касъм
- Суде Зулал Гюлер – Айше Султан
- Балъм Гайе Байрак – Фатма Султан
- Чаала Наз Каргъ – Гевхерхан Султан
- Надир Саръбаджак – Бюлбюл Ага
- Хакан Шахин – Хаджъ Ага
- Ихсан Юнал – Сюлейман Ага
- Есра Дерманджиолу – Дженет Хатун
- Ейлем Йълдъз – Менекше Хатун
- Дилара Аксюйек – Махфирузе Султан
- Бесте Кьокдемир – Мелексима Султан
- Бахар Селви – Акиле „Рукийе“ Хатун
- Мухаммет Узунер – Азиз Махмуд Хюдаи
- Шахин Секман – Лала Йомер Ефенди
- Гизем Емре – Ясемин Хатун
- Тууба Мелис Тюрк – Катерина Хатун
- Ахсен Ероолу/Шейма Бурджу Гюл – Мелеки Хатун
- Ебру Юнлю – Ейджан Хатун
- Саша Перера – Гьолге Хатун
- Ахмет Варлъ – Пинхан Ага

### Втори сезон
- Нургюл Йешилчай – Валиде Кьосем Султан
- Метин Акдюлгер – Султан Мурад IV
- Фарах Зейнеп Абдуллах – Принцеса Фарйа Бетлен/Фарйа Султан
- Джанер Джиндорук – Силяхтар Мустафа Ага
- Аслъ Тандоган – Гевхерхан Султан
- Едже Чешмиоолу – Атике Султан
- Лейля Ферай – Айше Султан
- Ийт Учан – Шехзаде Баязид
- Догач Йълдъз – Шехзаде Касъм
- Ръдван Айбарс Дюзей/Тугай Мерджан – Султан Ибрахим I
- Ханде Доандемир – Турхан Султан
- Исмаил Демирджи – Кеманкеш Кара Мустафа Паша
- Мюге Боз – Телли Хасеки Хюмашах Султан
- Гюмеч Алпай Аслан – Шивекар Султан
- Гизем Кала – Зарифе Хатун
- Едже Гюзел – Салиха Дилашуб Султан
- Фирузе Гамзе Аксу – Хатидже Муаззез Султан
- Енгин Бенли – Синан Паша
- Сибел Тасчиоолу – Гюлбахар Султан
- Неджип Мемили – Евлия Челеби
- Усхан Чакър – Хезарфен Ахмед Челеби
- Алма Терзич – Естер Хатун
- Исмаил Филиз – Абаза Мехмед Паша
- Хакан Шахин – Хаджъ Ага
- Шенер Саваш – Халил Паша
- Мурат Атик – Рахип Корнелиус
- Идил Йенер – Лалезар Калфа
- Мустафа Кърантепе – Бейнам Ага
- Бурджу Гюл Казабек – Мадам Маргарит/Мелек Калфа

## В България
В България сериалът започва на 27 юни 2017 г. по bTV и завършва на 20 април 2018 г. Втори сезон започва на 23 април и завършва на 27 юли. Дублажът е на студио Медиа Линк. Ролите се озвучават от Христина Ибришимова (в първи сезон), Елена Русалиева (във втори сезон), Ани Василева, Георги Георгиев-Гого, Николай Николов и Симеон Владов.
На 28 август започва повторно излъчване по bTV Lady и завършва на 31 януари 2019 г. На 27 май стартира отново.